# Oglasodes nyasica
Oglasodes nyasica là một loài bướm đêm trong họ Noctuidae.